# チェスカ
チェスカ（Chesca、3月9日 - ）は、フィリピン人初の女子プロレスラー。

## 経歴
2016年
- 9月15日、ハイジ・カトリーナとエキシビションマッチ[2]。
- 10月28日、後楽園ホールにて対結奈&小林香萌&藤ヶ崎矢子戦でデビュー（パートナーは米山香織&日向小陽）。結奈にブレーンバスター・ホールドで敗れる。

2017年
- 3月を以て契約解除[3]。以降はフリーとして活動。
- ジミー鈴木の紹介でタイガー戸口（キム・ドク）に弟子入り。

2018年
- 9月27日、TCW旗揚げ戦にワンダーウーマン・チェスカとして参戦。21人参加インディーランブル（バトルロイヤル）で勝利[4]。以降もフリーとして活動。

2024年
- 2023年からPURE-Jの道場で練習を再開し、12月に入団発表。2024年から選手復帰[5]。

## 人物
- フィリピン人[6]。真琴曰く「日本の団体に所属する初のフィリピン人レスラー」[7]。
- 日本在住。息子が２人いる。